# Leichtathletik-Weltmeisterschaften 2011/Teilnehmer (Österreich)
| Gelbes Symbol für Goldmedaillen mit stilisierten Olympischen Ringen | Graues Symbol für Silbermedaillen mit stilisierten Olympischen Ringen | Braundes Symbol für Bronzemedaillen mit stilisierten Olympischen Ringen |
| ------------------------------------------------------------------- | --------------------------------------------------------------------- | ----------------------------------------------------------------------- |
| —                                                                   | —                                                                     | —                                                                       |

Der Österreichische Leichtathletik-Verband stellte bei den Leichtathletik-Weltmeisterschaften 2011 in Daegu wie bei der vorangegangenen Austragung insgesamt vier Teilnehmer. Drei weitere Athleten, die die Nominierungskriterien erfüllt hatten, verzichteten auf einen Start. Zehnkämpfer Roland Schwarzl befand sich nach einer Erkrankung noch nicht wieder in Bestform, und die Langstreckenläufer Günther Weidlinger und Andrea Mayr bereiteten sich stattdessen auf Marathonläufe im Herbst vor, um sich für die Olympischen Spiele 2012 in London zu qualifizieren.

## Ergebnisse

### Männer

#### Laufdisziplinen
| Athlet        | Disziplin | Vorlauf     | Vorlauf | Halbfinale    | Halbfinale    | Finale        | Finale        |
| Athlet        | Disziplin | Zeit        | Platz   | Zeit          | Platz         | Zeit          | Platz         |
| ------------- | --------- | ----------- | ------- | ------------- | ------------- | ------------- | ------------- |
| Andreas Vojta | 1500 m    | 3:41,34 min | 22      | ausgeschieden | ausgeschieden | ausgeschieden | ausgeschieden |

#### Sprung/Wurf
| Athlet        | Disziplin  | Qualifikation | Qualifikation | Finale        | Finale        |
| Athlet        | Disziplin  | Weite/Höhe    | Platz         | Weite/Höhe    | Platz         |
| ------------- | ---------- | ------------- | ------------- | ------------- | ------------- |
| Gerhard Mayer | Diskuswurf | 61,47 m       | 21            | ausgeschieden | ausgeschieden |

### Frauen

#### Laufdisziplinen
| Athletin      | Disziplin    | Vorlauf | Vorlauf | Halbfinale | Halbfinale | Finale        | Finale        |
| Athletin      | Disziplin    | Zeit    | Platz   | Zeit       | Platz      | Zeit          | Platz         |
| ------------- | ------------ | ------- | ------- | ---------- | ---------- | ------------- | ------------- |
| Beate Schrott | 100 m Hürden | 13,25 s | 24      | 13,02 s    | 18         | ausgeschieden | ausgeschieden |

#### Sprung/Wurf
| Athletin        | Disziplin | Qualifikation | Qualifikation | Finale        | Finale        |
| Athletin        | Disziplin | Weite/Höhe    | Platz         | Weite/Höhe    | Platz         |
| --------------- | --------- | ------------- | ------------- | ------------- | ------------- |
| Elisabeth Eberl | Speerwurf | 56,48 m       | 25            | ausgeschieden | ausgeschieden |